# Liste der Stolpersteine in Bechtolsheim
Die Liste der Stolpersteine in Bechtolsheim enthält Stolpersteine, die im Rahmen des gleichnamigen Kunst-Projekts von Gunter Demnig in Bechtolsheim verlegt wurden. Mit ihnen soll an die Opfer des Nationalsozialismus erinnert werden, die in Bechtolsheim lebten und wirkten.

## Liste der Stolpersteine
| Adresse, Lage           | Verlegedatum | Name, Inschrift                                                                                | Bild | Anmerkung |
| ----------------------- | ------------ | ---------------------------------------------------------------------------------------------- | ---- | --------- |
| Langgasse 65 (Standort) | 5. Juni 2007 | HIER WOHNTE BERTHA LIEBER GEB. STEIN JG. 1875 VERHAFTET 1942 KZ RAVENSBRÜCK ERMORDET 29.9.1942 |      |           |